# Herbert Fandel
Herbert Fandel (Kyllburg, 9 de março de 1964) é um árbitro de futebol alemão. Apitou a final da Liga dos Campeões da UEFA em 2007.